# Onthophagus pseudocoracinus
Onthophagus pseudocoracinus är en skalbaggsart som beskrevs av Kabakov 1983. Onthophagus pseudocoracinus ingår i släktet Onthophagus och familjen bladhorningar. Inga underarter finns listade i Catalogue of Life.